# Јарабина
Јарабина (слч. Jarabina) насељено је мјесто са административним статусом сеоске општине (слч. obec) у округу Стара Љубовња, у Прешовском крају, Словачка Република.

## Становништво
| Година:    | 1994. | 2004.   | 2014.   | 2024.   |
| ---------- | ----- | ------- | ------- | ------- |
| Број људи: | 836   | 844     | 895     | 925     |
| Разлика:   |       | +0,95 % | +6,04 % | +3,35 % |

| Година:    | 2023. | 2024.   |
| ---------- | ----- | ------- |
| Број људи: | 923   | 925     |
| Разлика:   |       | +0,21 % |

Према подацима о броју становника из 2021. године насеље је имало 919 становника.